# 小行星125476
小行星125476（125476 Frangarcia）是一颗绕太阳运转的小行星，为主小行星带小行星。该小行星于2001年11月发现。
該小行星以西班牙業餘天文學家弗朗西斯科·加西亞（Francisco Garcia）命名。

## 轨道参数
小行星125476的轨道半长轴为354 660 654 km（2.3707263 UA），离心率为0.136。